# 桂枝
桂枝（拉丁文：Ramulus Cinnamomi、桂心）是中藥材，是樟科常綠喬木桂樹（肉桂，Cinnamomum cassia）的嫩枝。產於廣西、廣東、雲南、福建等地，尤以廣西為多。春夏采收，晒干或阴干，切片生用。

## 性味歸經
- 味辛、甘
- 性温
- 入肺、心、膀胱經

## 功效應用
- 發散風寒：桂枝能透達營衛，發散肌表風寒，用於感冒風寒表証，症見惡寒、發熱、頭痛、身疼、脈浮等。但發汗作用比麻黃較為緩和。若配麻黃同用則增強發汗散寒之力，用於治外感風寒無汗的表實証，如麻黃湯；配斂陰和營之白芍同用則能調和營衛，且發汗之力更緩，用於治外感風寒有汗的表虛証，如桂枝湯。

- 溫經散寒：桂枝味辛辣而性溫行，有溫經散寒、袪風止痛的功效。用於風寒濕邪阻滯經絡所致肢體關節疼痛，常以桂枝湯配防風、威靈仙等同用。桂枝味兼甘，並略有強壯作用，在婦科和其他雜病應用很廣，如血虛寒凝引起的月經不調、閉經、痛經，常與吳茱蓃、當歸、白芍、川芎等同用，如溫經湯。又用於血虛心悸、脈結代，常配炙甘草、黨參、阿胶等同用，如復脈湯。

- 通陽化氣：桂枝有溫中陽、化痰飲、化膀胱之氣而行水之效，用於陽氣不舒、水濕停留，或為水腫，或為痰飲之証，如治痰飲之苓桂甘湯，治水腫之五苓散等。

## 用量用法
煎服３～１０克；用於解表者，一般６～１０克；若用於風濕關節痹痛，有時須用較大劑量，約１２～１５克。

## 使用注意
桂枝性較溫熱，溫熱病、陰虛陽盛証及血熱吐衄者均忌用；且其性兼溫通，孕婦及月經過多者慎用。

## 其他資料
- 《神農本草經》謂桂枝「主上氣咳喘，結氣，喉痹吐吸，利關節。
- 《珍珠囊》：“去伤风头痛，开腠理，解表发汗，去皮肤风湿。”
- 《本经疏证》：“能利关节，温经通脉……其用之道有六：曰和营、曰通阳、曰利水、曰下气、曰行瘀、曰补中，为桂枝六大功效。其功最大，施之最广，无如桂枝汤，则和营其功也。”

- 據化學分析，桂枝所含揮發油中的主要成分為桂皮醛、桂皮酸，并含有少量乙酸桂皮醛，乙酸苯丙酯。尚含粘液质、鞣质及树脂等。

- 據藥理研究，桂枝所含揮發油，能抑制腸道多種細菌發育，如痢疾杆菌、霍亂弧菌、沙門氏菌等。對流感病毒亦有抑制作用，又能刺激汗腺，使皮膚血管擴張，故有發汗作用。其揮發油味辛辣，氣芬香，能促進消化液的分泌及增加胃腸蠕動，有助於胃腸積氣的排除，故有健胃袪風作用。此外，桂枝並能強心鎮痛。

## 外部連結
- 肉桂 Rougui （页面存档备份，存于） 藥用植物圖像數據庫 (香港浸會大學中醫藥學院) （中文）（英文）
- 桂枝 中藥材圖像數據庫  (香港浸會大學中醫藥學院) （中文）（英文）
- 桂枝 Gui Zhi （页面存档备份，存于） 中藥標本數據庫 (香港浸會大學中醫藥學院) （繁體中文）（英文）